# Chanik
Chanik (reichsaramäisch ܚܢܝܟ, arabisch خانيك, DMG Ḫānīk), auch bekannt als al-Chalidiya (الخالدية, DMG al-Ḫālidiyya), ist eine Stadt im Bezirk al-Malikiya des Gouvernements al-Hasaka in Nordost-Syrien.
Die Stadt befindet sich am Tigris-Chabur gegenüber dem irakischen Dorfe Faisch Chabur, nur 3 km südlich des Dreiländerecks Irak, Syrien, Türkei. Das Dorf ist auch berühmt dafür, die östlichste Siedlung Syriens zu sein. Chanik ist von Aramäern und Assyrern bewohnt, die zur chaldäisch-katholischen Kirche sowie zur Assyrischen Kirche des Ostens gehören. Eine Reihe von Armeniern lebt ebenfalls im Dorf.
Im Rahmen des Syrischen Bürgerkriegs und des Vormarsch der Organisation Islamischer Staat nahm die Stadt bis Herbst 2014 rund 50.000 Flüchtlinge auf, darunter zahlreiche Jesiden.